# Jeff Halliburton
Jeffrey "Jeff" Halliburton (nacido el 3 de julio de 1949 en Rockville Centre, Nueva York) es un exjugador de baloncesto estadounidense que disputó dos temporadas en la NBA. Con 1,96 metros de estatura, jugaba en la posición de escolta.

## Trayectoria deportiva

### Universidad
Tras pasar dos años en el Junior College de San Jacinto, jugó dos temporadas con los Bulldogs de la Universidad de Drake, en las que promedió 17,1 puntos y 7,5 rebotes por partido. En sus dos temporadas fue incluido en el mejor quinteto de la Missouri Valley Conference, tras liderar a su equipo en ambas en anotación. tuvo el récord de mejor anotación para dos temporadas en los Bulldogs, con 994 puntos, hasta que fue batido por Lewis Lloyd. En su última temporada fue además elegido Jugador del Año de la conferencia, el primero en su universidad en lograr dicho galardón.

### Profesional
Fue elegido en la trigésimo novena posición del Draft de la NBA de 1971 por Atlanta Hawks, y también por los Indiana Pacers en la sexta ronda del Draft de la ABA, fichando por los primeros.
En su primera temporada en los Hawks fue uno de los hombres menos utilizados por Richie Guerin, su entrenador, saltando a písta únicamente en 37 partidos, en los que promedió 4,0 puntos y 1,0 rebotes. Mediada la temporada siguiente fue traspasado a Philadelphia 76ers a cambio de una futura tercera ronda del draft, donde jugó hasta el final de la misma, contando con más minutos que en su anterior etapa, y promediando 9,5 puntos y 2,6 rebotes por partido.

## Estadísticas de su carrera en la NBA

### Temporada regular
| Temporada | Edad | Equipo             | Liga | P  | TIT | MIN  | TC  | TCA | %TC  | 3P | 3PA | %3P | TL  | TLA | %TL  | R.OF. | R.DEF. | REB | ASIS | ROB | TAP | PER | FP  | PTS |
| 1971-72   | 22   | Atlanta Hawks      | NBA  | 37 |     | 7.8  | 1.6 | 3.6 | .459 |    |     |     | 0.7 | 0.8 | .833 |       |        | 1.0 | 0.5  |     |     |     | 1.4 | 4.0 |
| 1972-73   | 23   | TOTAL              | NBA  | 55 |     | 14.3 | 3.1 | 7.2 | .434 |    |     |     | 1.3 | 1.6 | .807 |       |        | 2.0 | 1.7  |     |     |     | 1.9 | 7.5 |
| 1972-73   | 23   | Atlanta Hawks      | NBA  | 24 |     | 9.9  | 2.1 | 4.8 | .431 |    |     |     | 0.9 | 0.9 | .955 |       |        | 1.1 | 1.2  |     |     |     | 1.2 | 5.0 |
| 1972-73   | 23   | Philadelphia 76ers | NBA  | 31 |     | 17.7 | 3.9 | 9.0 | .436 |    |     |     | 1.6 | 2.1 | .758 |       |        | 2.6 | 2.2  |     |     |     | 2.5 | 9.5 |
| Total     |      |                    | NBA  | 92 |     | 11.7 | 2.5 | 5.8 | .440 |    |     |     | 1.0 | 1.3 | .814 |       |        | 1.6 | 1.3  |     |     |     | 1.7 | 6.1 |

### Playoffs
| Temp.   | Edad | Equipo        | Liga | P | MIN | TCA | TC | 3PA | 3P | TLA | TL | R.OF. | REB | ASIS | ROB | TAP | PER | FP | PTS | %TC  | %3P | %FT | MIN | PTS | REB | AST |
| 1971-72 | 22   | Atlanta Hawks | NBA  | 1 | 2   | 0   | 1  |     |    | 0   | 0  |       | 0   | 0    |     |     |     | 0  | 0   | .000 |     |     | 2.0 | 0.0 | 0.0 | 0.0 |
| Total   |      |               | NBA  | 1 | 2   | 0   | 1  |     |    | 0   | 0  |       | 0   | 0    |     |     |     | 0  | 0   | .000 |     |     | 2.0 | 0.0 | 0.0 | 0.0 |